# 경남전자고등학교
경남전자고등학교는 경상남도 창원시 마산합포구 상남동에 위치한 사립 고등기술학교이다.

## 연혁
- 1963년 2월 20일 : 개교